# Moullovka
Moullovka (Мулловка) est une commune urbaine de Russie située dans l'oblast d'Oulianovsk et le raïon de Melekess. Elle est le siège de l'établissement urbain du même nom qui comprend en outre deux villages, Beriozovka (à 10 km au nord-ouest) et Lesnoï (à 16 km à l'ouest-nord-ouest).

## Géographie
La localité se trouve à environ 70 km à l'est à vol d'oiseau d'Oulianovsk, la capitale régionale. Elle s'étend sur environ huit kilomètres principalement le long de la rive droite de la rivière Sosnovka qui coule un peu au sud de la rivière Bolchoï Tcheremchan (affluent gauche de la Volga) dans laquelle elle finit par se jeter. Moullovka en est séparée par une zone de forêt au-delà de laquelle se trouve l'Institut de recherche sur les réacteurs nucléaires de l'Agence fédérale de l'énergie atomique (Rosatom).

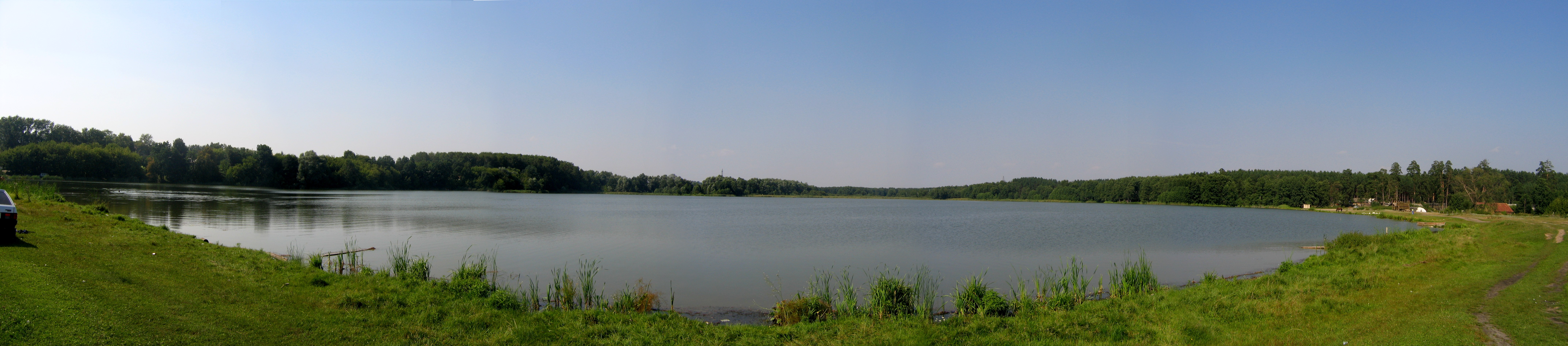
Étang dit « de la Manufacture ».

## Histoire

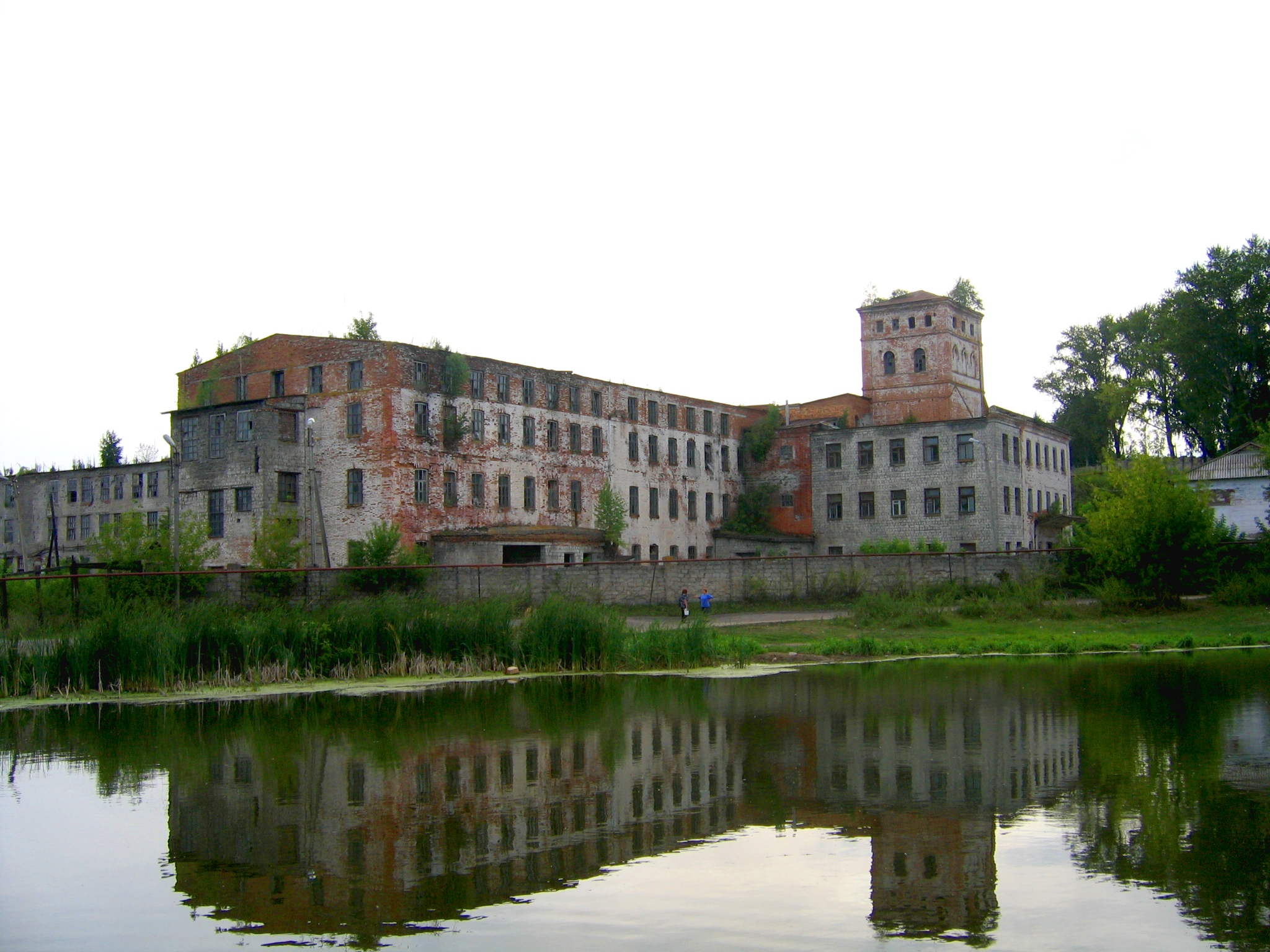
Ruines de l'ancienne usine de tissus.

La localité est mentionnée pour la première fois en 1706. Elle se trouvait alors sur des terres appartenant au favori de Pierre le Grand, Alexandre Menchikov, et portait également le nom alternatif de Préobrajenskoïé (d'après l'église du village dédiée à la Transfiguration du Seigneur). La bourgade connaît un essor économique après la fondation de l'une des premières manufactures de tissus de la région par le propriétaire terrien Stepan Melgounov en 1785. Pour ses besoins, la Sosnovka a été endiguée près du site pour former un étang qui existe encore aujourd'hui. Plus tard propriété des princes Troubetzkoï, l'usine est devenue la plus importante de la région au XIXe siècle. Moullovka fait partie du gouvernement de Simbirsk en 1796. L'église de la Nativité est construite en pierre en 1804. En 1851, Moullovka dépend de l'ouïezd de Stavropol du gouvernement de Samara.
Moullovka obtient le statut de commune urbaine en 1944.

### Population
| Année | Habitants |
| ----- | --------- |
| 1897  | 2316      |
| 1939  | 5727      |
| 1959  | 8829      |
| 1970  | 8195      |
| 1979  | 7568      |
| 1989  | 6839      |
| 2002  | 6439      |
| 2010  | 6168      |
| 2018  | 5798      |

## Lieux à visiter
- À 1,5 km à l'ouest du côté nord de la route Oulianovsk-Dimitrovgrad, une partie du fossé de défense de la Kama a été conservée sur un kilomètre, ainsi que deux sites habitées depuis le XVIIe siècle et un hameau médiéval entre elles. Un panneau a été installé en 2004 avec l'inscription « C'est ici que s'étendait la frontière de la Russie entre 1656 et 1736. »[1]
- Monument de la nature: forêts reliques du raïon de Melekess.
- Source de Mengoulev[2].
- Source de la Sosnovka[2].
- Monument aux morts de la Grande Guerre patriotique en forme d'obélisque[3] (1975) dans la partie de l'ancien sovkhoze[4]
- Monument aux morts de la Grande Guerre patriotique en forme d'obélisque[5] (1970) dans la partie de l'ancienne manufacture[6].
- Église de la Nativité-du-Christ, dépendant de l'éparchie de Melekess.
- Chapelle dans le centre-ville.
- Moulin

## Transport
La route régionale 73R-158 (auparavant route fédérale R158) traverse Moullovka, permettant à Oulianovsk (dans l'oblast voisin de Samara, elle s'appelle 36R-170) de relier la M5 Oural vers Togliatti et Samara.
La gare ferroviaire la plus proche se trouve à Dimitrovgrad sur la ligne Insa-Oulianovsk et la ligne Tchichmy-Oufa.